# クラウス・K・ヒュプラー
クラウス・カール・ヒュプラー（Klaus Karl Hübler, 1956年7月12日 - 2018年3月4日）は、ドイツの現代音楽の作曲家、音楽学者。

## 略歴
ミュンヘン出身。ペーター・キースヴェターとブライアン・ファーニホウに作曲を学ぶかたわら、ミュンヘン大学で音楽学を平行して学んだ。1975年のデビュー以降、次第に新しい複雑性に共鳴し、1982年にダルムシュタットでクラーニヒシュタイン音楽賞を、1977年と1990年にはシュトゥットガルト市の作曲賞を2度受賞するなど、数々の賞を受賞している。また国際的な評価の高まりと共に、ガウデアムス国際音楽週間やダルムシュタット夏季現代音楽講習会などの音楽祭に度々招聘されるようになった。しかし、活発な創作活動を行うと思われた矢先、1989年に重病に倒れ、約6年もの間活動を中断することを余儀なくされたが1995年にはカムバックした。2018年3月4日、ミュンヘンにて死去。
現在はブライトコプフ・ウント・ヘルテル社から19作とリコルディ社から42作を合わせた計61作品の出版が行われている。 

### 作風
アルディッティ弦楽四重奏団によって初演された《弦楽四重奏第3番 - Dialektische Phantasie》ではヴァイオリンに対して13声部を与えるなど非常に複雑な書法が採られ、奏者に極限的な要求をするが、物静かで内省的な印象を与える作品が多い。
カムバック後は小さな文字が書けなくなり、大きく手書きで作曲するスタイルに変わったものの、小編成を中心にくりこみ、あるいはうめこみメトリックを亡くなるまで慎重に使い続け新しい複雑性の同人でありつづけた。

### 現在のブライトコップフのカタログにはない作品
- CERCAR (1983)
- Chanson sans paroles (1978)
- Excerpt (1981)
- Finale und kurzes Glück (1989)
- Grave e sfrenato (1985)
- Lamento, Scherzo ed Arioso (1978)
- MVSICA MENSVRABILIS (1975/76)[7]
- Opus breve (1987)
- Reißwerck (1987)[8]
- sklEros (1985/86)
- Sonetto LXXXIII del Michelangelo (1986)[9]

### ディスコグラフィー
- 5 Stücke für Maria [CD] - Telos
- Deutscher Musikrat: Edition Zeitgenössische Musik - Klaus K. Hübler [CD] - Wergo
- Streichquartett / Musica Mensurabilis / Streichtrio [Vinyl LP] - Col Legno